# Макаренко Павло Гаврилович
Павло́ Гаврилович Мака́ренко (1892 — ?) — український політичний діяч.
Один з лідерів Української партії самостійників-соціалістів. У період Центральної Ради — комісар при окремій Запорізькій дивізії. На еміграції перебував у Чехословаччині.
Брат Олександра Макаренка.
| українська персоналія | Це незавершена стаття про особу, що має стосунок до України. Ви можете допомогти проєкту, виправивши або дописавши її. |